# Andri Sigþórsson
Andri Sigþórsson (Andri Sigthórsson; Andri Sigţórsson; ur. 25 marca 1977) – piłkarz, napastnik, były reprezentant Islandii.
Uznawany za talent islandzkiej piłki nożnej, jednak niespełniony. Zagrał w siedmiu spotkaniach i zdobył dwie bramki (w tym jedną w meczu z Polską, kiedy jego drużyna zremisowała w Reykjavíku 1-1).
W Molde FK grał z numerami: 23, 15. Jego kariera zakończyła się w roku 2004 po poważnej kontuzji kolana.

## Kluby
- sezon 1992 – Reykjavíkur U–17
- sezon 1993 – Reykjavíkur U–17
- sezon 1993/1994 – Bayern Monachium U–17 (Niemcy)
- sezon 1994/1995 – Bayern Monachium U–17 (Niemcy)
- sezon 1995/1996 – Bayern Monachium U–21 (Niemcy)
- sezon 1996 – Reykjavíkur
- sezon 1997 – Reykjavíkur
- sezon 1997/1998 – FSV Zwickau (2 Bundesliga - Niemcy)
- sezon 1998 – Reykjavíkur
- sezon 1999 – Reykjavíkur
- sezon 2000 – Reykjavíkur
- sezon 2000/2001 – SV Salzburg (Austria)
- sezon 2001/2002 – Molde FK (Norwegia)
- sezon 2002/2003 – Molde FK (Norwegia)
- sezon 2003/2004 – Molde FK (Norwegia) – koniec kariery (2004), poważna kontuzja kolana (uraz stawów krzyżowych).

Sukcesy w karierze:
"Złote Buty" - w sezonie 1996 (KR) dla najlepszego strzelca (14 goli ligowych w 16 spotkaniach + 2 asysty).
W klubie FSV Zwickau grał tylko 5 meczów i nie strzelił żadnej bramki.
Jego młodszy brat Kolbeinn Sigþórsson jest także uznawany za talent. Grał w klubie HK, a obecnie gra w Ajax Amsterdam w drużynie U-19 i reprezentacji Islandii U-17.